# Evren Çağıran
Evren Çağıran (14 de febrero de 1993) es un deportista turco que compitió en tiro con arco, en la modalidad de arco compuesto.
Ganó una medalla de plata en el Campeonato Mundial de Tiro con Arco al Aire Libre de 2019 y dos medallas en el Campeonato Europeo de Tiro con Arco al Aire Libre, plata en 2014 y oro en 2021. En los Juegos Europeos de Minsk 2019 consiguió una medalla de bronce.

## Palmarés internacional
| Campeonato Mundial al Aire Libre | Campeonato Mundial al Aire Libre | Campeonato Mundial al Aire Libre | Campeonato Mundial al Aire Libre |
| Año                              | Lugar                            | Medalla                          | Prueba                           |
| -------------------------------- | -------------------------------- | -------------------------------- | -------------------------------- |
| 2019                             | 's-Hertogenbosch (Países Bajos)  | Medalla de plata                 | Equipo                           |
| Juegos Europeos                  |                                  |                                  |                                  |
| Año                              | Lugar                            | Medalla                          | Prueba                           |
| 2019                             | Minsk (Bielorrusia)              | Medalla de bronce                | Equipo mixto                     |
| Campeonato Europeo al Aire Libre |                                  |                                  |                                  |
| Año                              | Lugar                            | Medalla                          | Prueba                           |
| 2014                             | Echmiadzin (Armenia)             | Medalla de plata                 | Equipo                           |
| 2021                             | Antalya (Turquía)                | Medalla de oro                   | Equipo                           |